# Tausendundeins
Tausendundeins oder 1001 ist ein recht leicht zu erlernendes Kartenspiel, das einen Spieler schnell mit den Grundstrukturen von Stich- und  Trumpfkartenspielen vertraut macht.
Der Name kommt von der Punktezahl, mit der früher das Spiel beendet wurde.

## Spiel
Gespielt wird mit zwei oder drei Spielern und einem 24-Karten-Blatt französischer Spielkarten. Spielt man zu zweit ist die Wahrscheinlichkeit, ein Pärchen zu erhalten höher, auch die zu erreichenden 1001 Punkte erhält man schneller.

## Ziel des Spieles
Ziel ist es, als Erster 1001 Punkte zu erreichen.
Bei der leichteren Abrechnungsart reicht es, 100 Punkte zu erreichen.

## Ablauf
Der Geber wird ausgelost und gibt reihum im Uhrzeigersinn jedem Spieler zweimal drei und einmal zwei Karten.
Der Spieler links vom Geber spielt als Erster aus. Die Rangfolge der Karten ist Ass, Zehn, König, Dame, Bube, Neun.
Zu Beginn existiert keine Trumpffarbe, das heißt, die höchste Karte in der gerufenen Farbe eines Stiches gewinnt den Stich und der Gewinner des Stiches spielt aus. Es muss stets bedient werden. In einer Variante muss erst bedient werden, wenn der Stapel mit den aufzunehmenden Karten weg ist.

## Trumpf und Meldungen
Um eine Farbe zum Trumpf zu machen, kann bzw. sollte der Ausspieler  ein Pärchen, bestehend aus König und Dame melden. Dies bringt ihm, außer dass diese Farbe dann zum Trumpf wird, noch Punkte, nämlich:
in Karo 40 Punkte,
in Herz 60 Punkte,
in Pik 80 Punkte,
in Kreuz 100 Punkte.
Bei der Meldung muss der Meldende aber entweder die Dame oder den König dieser Meldung zum Stich ausspielen.
Derselbe Spieler oder ein anderer können dann beim Ausspiel zu einem weiteren Stich wieder ein anderes, aber höherstehendes Pärchen melden. Die Trumpffarbe ändert sich nach dieser Meldung wieder. Dies bedeutet, dass das Kreuzpärchen immer gemeldet werden kann, das Karopärchen aber nur als allererstes des Spieles.
Sobald ein Trumpf gespielt wird, schlägt dieser natürlich die Fehlfarben, aber es besteht kein Zwang, Trumpf zu spielen, wenn man eine Fehlfarbe nicht hat.

## Abrechnung
Gezählt werden die Punkte folgendermaßen:
Ass 11 Punkte,
Zehner 10 Punkte,
König 4 Punkte,
Dame 3 Punkte,
Bube 2 Punkte.
Es gibt also 120 Punkte zu gewinnen, dazu die Prämien der Meldungen.  Vereinfacht aufgeschrieben, werden die Punkte durch zehn geteilt, wobei bei einer Fünf ausnahmsweise abgerundet wird, es sei denn, man hat den letzten Stich gemacht. Mit 100 dieser Punkte gewinnt man das Spiel.
Möchte man lieber ‚original‘ Abrechnen werden die Punkte alle gezählt und der Spieler, der als Erster 1001 Punkte erzielt hat, hat gewonnen.

## Spiel zu viert
Beim Spiel zu viert gelten genau die gleichen Regeln, nur dass nun auch noch Achter und Siebener hinzugemischt werden.

## Varianten

### Jungfrau
Hat ein Spieler am Ende eines Durchgangs keinen Stich gemacht so wird er zur ‚Jungfrau‘ und bekommt 100 (bzw. 10) Punkte zusätzlich.

### 1001 mit Reizen
Diese verbreitete Variante ist eine weitere Annäherung an Skat, da den Spielern auf diese Weise auch das Prinzip des Reizens nähergebracht wird. Durch die veränderten Regeln erhält das Spiel eine höhere Komplexität.
Bei der Variante „1001 mit Reizen“ gibt es einige Änderungen im Spielablauf:
- Generell wird mit allen Karten eines Skatblattes gespielt, bei vier Spielern werden die beiden roten Siebener herausgenommen.
- Zwei Karten werden beim Geben in den „Stock“, „Pott“ oder „Skat“ gegeben. Diese Karten erhält derjenige Spieler, der am höchsten reizt.
- Nach dem Geben beginnt das Reizen bei dem Spieler der im Uhrzeigersinn nach dem Geber sitzt. Aufsteigend wird sich damit überboten, wie viele Punkte die Spieler zu erreichen glauben. Möchte ein Spieler nicht weiter überbieten, so gibt er dies bekannt. Sind alle anderen Spieler aus dem Reizen ausgestiegen erhält der Höchstreizende den Stock. Zwei Karten müssen vor Spielbeginn von ihm wieder „gedrückt“, also abgelegt werden. Diese Karten zählen am Ende der Runde mit. Der Höchstreizende spielt auf.
- Erreicht ein Spieler nicht die gereizte Punktzahl, so wird diese Punktzahl von seinen Punkten abgezogen.
- Vergisst ein Spieler zu „Drücken“, so wird eingeworfen. Der Spielmacher erhält 120 Punkte Abzug, während auf die restlichen Spieler 120 Punkte verteilt werden.
- Eine Meldung zählt nur, wenn der meldende Spieler auch einen Stich gemacht hat.
- Meldungen sind unabhängig von ihrem Wert immer möglich, also auch erst die 100 und dann die 40. Dafür ist es Spielern über 900 Punkten nicht mehr gestattet zu melden.

## Tipps zur Spielweise
- Bei der Meldung lieber die Dame als den König ausspielen, da diese Karte oft verloren geht und die Dame einen Zählpunkt weniger wert ist.

- Hat man zwei Pärchen zum Melden, ist immer die Frage, ob man nur das höherwertige meldet, da man andererseits ja die Punkte für die Meldung beider Pärchen erhalten könnte. Damit geht man dann aber das Risiko ein, das zweite Pärchen nicht mehr melden zu können, da man ja gezwungen ist, bei der Meldung die Dame oder den König auszuspielen. Der Besitzer des Asses oder des Zehners in dieser Farbe, spielt dann aber zum nächsten Stich aus und hat vielleicht selbst wieder eine Meldung. Hier muss man also abwägen, steht man in der niedrigeren Farbe gut, oder besitzt weitere Asse, so sollte man doch mit der niedrigeren Meldung anfangen.